# Wilma Smith (violinista)
Wilma Smith (Suva, Fiyi, 1956) es una violinista de origen fiyiano y criada en Auckland, Nueva Zelanda. Fue concertino de la Orquesta Sinfónica de Nueva Zelanda y co-concertino de la Orquesta Sinfónica de Melbourne en Australia de 2003 a 2014.

## Biografía
Nació en Fiyi y se mudó con su familia a Auckland. Empezó a tocar el piano a los siete años, movida por el interés de su madre hacia la música. En la educación primaria tuvo una profesora que se preocupó de que todo el alumnado tocara un instrumento y para eso pidió a las familias una aportación de diez libras para las clases, que en el caso de Smith le compraron su primer violín. Comenzó a recibir clases particulares de una profesora autodidacta, Violet Lewis, quien era aficionada al tenis y relacionaba este deporte con la enseñanza del violín.
Decidió estudiar música, tras descartar la medicina y la ingeniería que eran sus opciones iniciales. Comenzó a estudiar piano en la Universidad de Auckland y después se pasó al violín. Tuvo su primera experiencia profesional con la Orquesta Sinfónica de Auckland (posteriormente Filarmónica) y la Orquesta Sinfónica de Nueva Zelanda. Prosiguió sus estudios en Boston en el Conservatorio de Música de Nueva Inglaterra con Dorothy DeLay y Louis Krasner y tocó en varias clases magistrales para Josef Gingold, Yehudi Menuhin y Sándor Végh.

## Trayectoria
Smith fue la primera violinista y fundadora del Lydian String Quartet, premiada en los Concursos Internacionales de Evian, Banff y Portsmouth y ganadora del Premio Naumburg de Música de Cámara. Aunque el Lydian String Quartet fue el enfoque profesional de Smith en Boston, también trabajó regularmente en la Orquesta Sinfónica de Boston y dirigió la Orquesta de Cámara de Harvard, la Händel and Haydn Society y Banchetto Musicale, una orquesta barroca de instrumentos de época.

### Cuarteto de Cuerda de Nueva Zelanda
Una invitación para formar el Cuarteto de Cuerda de Nueva Zelanda la llevó de vuelta a Wellington en 1987 y fue la primera violinista del cuarteto hasta su nombramiento como concertino de la Orquesta Sinfónica de Nueva Zelanda (NZSO) en 1993. Durante sus años con el cuarteto visitaron Nueva Zelanda y Australia extensamente y actuaron en el Festival de Tanglewood. Antes de su marcha para Melbourne, la NZSO la honró su con el título de concertino emeritus.

### Orquesta Sinfónica de Melbourne
Wilma Smith se convirtió en concertino de la Orquesta Sinfónica de Melbourne (MSO) en 2003. El director titular de la MSO Andrew Davis declaró que, de todas las interpretaciones de The Lark Ascending de Ralph Vaughan Williams que dirigió, la de Wilma Smith fue "indudablemente la más hermosa" y la describió como una música excepcional con quien se sintió inmediatamente compenetrado.
En esta etapa compaginó su trabajo con la MSO, Wilma & Friends y un contrato con la Orquesta Victoria como asesora artística.
En junio de 2013 anunció su jubilación del MSO que ocurrió al final de la temporada de 2014.

### Colaboraciones y sociedades musicales[5]
Smith colaboró durante mucho tiempo con el pianista Michael Houstoun, y desde que se mudó a Melbourne formó el Trío Wilma & Friends sumando a su violín a Ian Munro al piano y David Berlin al violonchelo con quienes tocó regularmente en Nueva Zelanda y Australia.
Fue invitada frecuente de otro grupo de Melbourne, Ensemble Liaison, cuyo núcleo es clarinete, violonchelo y piano, pero que se expande con otros instrumentos para interpretar un repertorio muy variado y ecléctico. 
El Festival Internacional de las Artes de 2008 en Wellington brindó la oportunidad de tres conciertos de música de cámara en colaboración con Steven Isserlis (violonchelo), Melvyn Tan (piano), Michael Houstoun (piano) y Carolyn Henbest (viola). La conexión con Isserlis continuó en 2009 con la participación de Smith en su Seminario de Música de Cámara Abierta en Ensenada de Prusia en Cornualles, Inglaterra.
Wilma Smith toca un violín de Giovanni Battista Guadagnini creado en 1761 en Parma, utilizando un arco fabricado por Victor Fetique en 1920 en Francia.
Es intérprete habitual de la Australian World Orchestra, comisaria/violinista/violista de Wilma & Friends, segunda violinista del Flinders Quartet, directora artística de concursos de Música Viva y profesora comprometida. Es codirectora artística del festival anual de música de Martinborough en Nueva Zelanda.

## Docencia
Desde el inicio de su carrera, Smith se interesó por la educación musical en las escuelas. Siempre defendió el programa de la MSO destinado a la enseñanza de los instrumentos de cuerda para estudiantes de una escuela primaria de Broadmeadows. Se trataba de que el profesorado de música influyese en la sociedad y cambiase sus vidas, fomentando la disciplina, el amor a la música y la autoestima.
Smith es también profesora de violín y de música de cámara en la Universidad de Melbourne, Scotch College y Korowa Anglican Girls’ School.
Es la directora artística de Música Viva Australia, un concurso nacional de música de cámara para conjuntos de escuelas secundarias, que en su última edición en 2021 tuvo que realizarse de manera virtual debido a las restricciones del COVID-19.

## Vida personal
Smith vive con su pareja, Peter Watt, un asesor informático y ex-trombonista, y sus tres hijas, Jessye, Rosie y Sophie.